# Jazn
Jazn (bürgerlich Yasin Aydin; * 28. Februar 1995 in Bremen) ist ein deutscher Rapper. Mit seiner 2018 erschienenen Single Bombay gelang ihm sein Durchbruch.

## Biografie
Jazns Vorbilder waren die Oldschool-Rapper 2Pac & B.I.G. Schon als Kind begann er Texte zu schreiben. Bevor Jazn sein Musikvideo für die Single Bombay aufnahm, brach er seine Schule komplett ab.
Bekannt wurde Jazn 2018 durch den Song Bombay, der Platz 53 der deutsche Single-Charts erreichte und mit einer Goldenen Schallplatte ausgezeichnet wurde. Ebenfalls 2018 unterschrieb er bei RCA Deutschland. Am 28. September 2018 erschien sein vom Label Optimaluxus veröffentlichtes Debütalbum 28°C.

## Diskografie
Studioalben
- 2018: 28°

Singles
- 2016: Ok (Freetrack)
- 2017: Bombay
- 2017: Cubana
- 2017: Facetime
- 2017: Montana
- 2018: Finito
- 2018: Ukulele
- 2018: 28°C
- 2018: Matador
- 2018: Uh Mami
- 2018: Scofield
- 2018: Allez, allez
- 2019: Patron (mit Azzi Memo)
- 2019: Ku je (mit Gent)
- 2020: Kurt Cobain (mit Veysel)
- 2020: Schneeregen (#16 der deutschen Single-Trend-Charts am 24. Juli 2020[3])
- 2021: UBER
- 2021: 100%
- 2021: Purple Rain (mit Jamule)
- 2021: CLAP!
- 2021: Perlweiss (mit Milano)
- 2022: Loyal
- 2022 Eisberg
- 2022: Love</3
- 2022: Check mein Zeug (mit Capo)
- 2022: NOCTA (mit Ataypapi & Calo)
- 2022: SAG KEIN NAME (mit Calo)
- 2023: Azul
- 2023: Palm Wine
- 2023: Herbstblätter
- 2024: City 2 City
- 2024: Pilot (mit Calo)